# الصراع العثماني البرتغالي
الصراع العثماني البرتغالي تشير إلى سلسلة من الاشتباكات العسكرية المختلفة بين الإمبراطورية البرتغالية والدولة العثمانية كانت بعض المعارك قصيرة. واستمرت أخرى لعدة سنوات. وكان معظمها في المحيط الهندي.
بدأ الصراع العثماني البرتغالي بقدوم البرتغال إلى المناطق الإسلامية التي كانت تخضع للحكم العثماني بداية القرن السادس عشر الميلادي.

## قائمة النزاعات
كان جزء من الصراع:
1. الحملة البرتغالية على أوترانتو(1481)
2. معركة ديو (1509) والتي انتصر فيها البرتغاليون على العثمانيين والمماليك. كانت معركة فاصلة من الناحية الاستراتيجية إذ أذنت بانتهاء سيطرة المسلمين على خطوط التجارة البحرية مع آسيا وبدء السيطرة الأوروبية على المسرح البحري الآسيوي.
3. غزو البرتغاليين لغوا الهندية (1510).
4. حصار ديو (1531) انتصر فيها العثمانيين والغوجارات ضد حصار البرتغال لديو.
5. احتلال تونس (1535)
6. حصار ديو (1538) لمحاولة فاشلة لاسترداد ديو من البرتغال بعد بناء البرتغاليين قلعة بها في 1535.
7. الحملة العثمانية إلى آتشيه
8. الغارات العثمانية على الإقليم السواحيلي
9. معركة وادي المخازن.
10. الغزو البرتغالي للخليج العربي